# 乌力吉木伦河
乌力吉木伦河，位于中国东北地区，是西辽河左岸的一条无尾河，辽代称狼河，金代称栗河，元代称火儿赤纳河（青狼河），清代称乌尔图绰农河，后改称乌力吉木伦河，蒙古语意为“吉祥之河”。乌力吉木伦河发源于内蒙古自治区巴林左旗乌兰达坝苏木北部大兴安岭南麓大罕山老秃顶山，蜿蜒向南流至阿鲁科尔沁旗巴拉奇如德苏木萨如拉塔拉后转东北流，干流至扎鲁特旗乌力吉木仁苏木（梅林庙）分成两股：右侧一股也称毛林郭勒，为原河道，向东流，经白音胡硕滞洪区，于科尔沁左翼中旗腰林毛都镇都西庙与新开河相汇，平水期不流水，洪水期起分洪作用；左侧一股原为人工渠道，1985、1986年大水后冲成河道，成为主流，向东北流，经科尔沁右翼中旗南部，转东南流入吉林省通榆县境内，称文牛格尺河，此段无明显河道，漫散在芦苇、蒲草丛生的沼泽中。河长457.5千米，流域面积35300平方千米。年均径流量5.912亿立方米。